# Thelypodium laxiflorum
Thelypodium laxiflorum là một loài thực vật có hoa trong họ Cải. Loài này được Al-Shehbaz miêu tả khoa học đầu tiên năm 1973.